# Verkstadsön

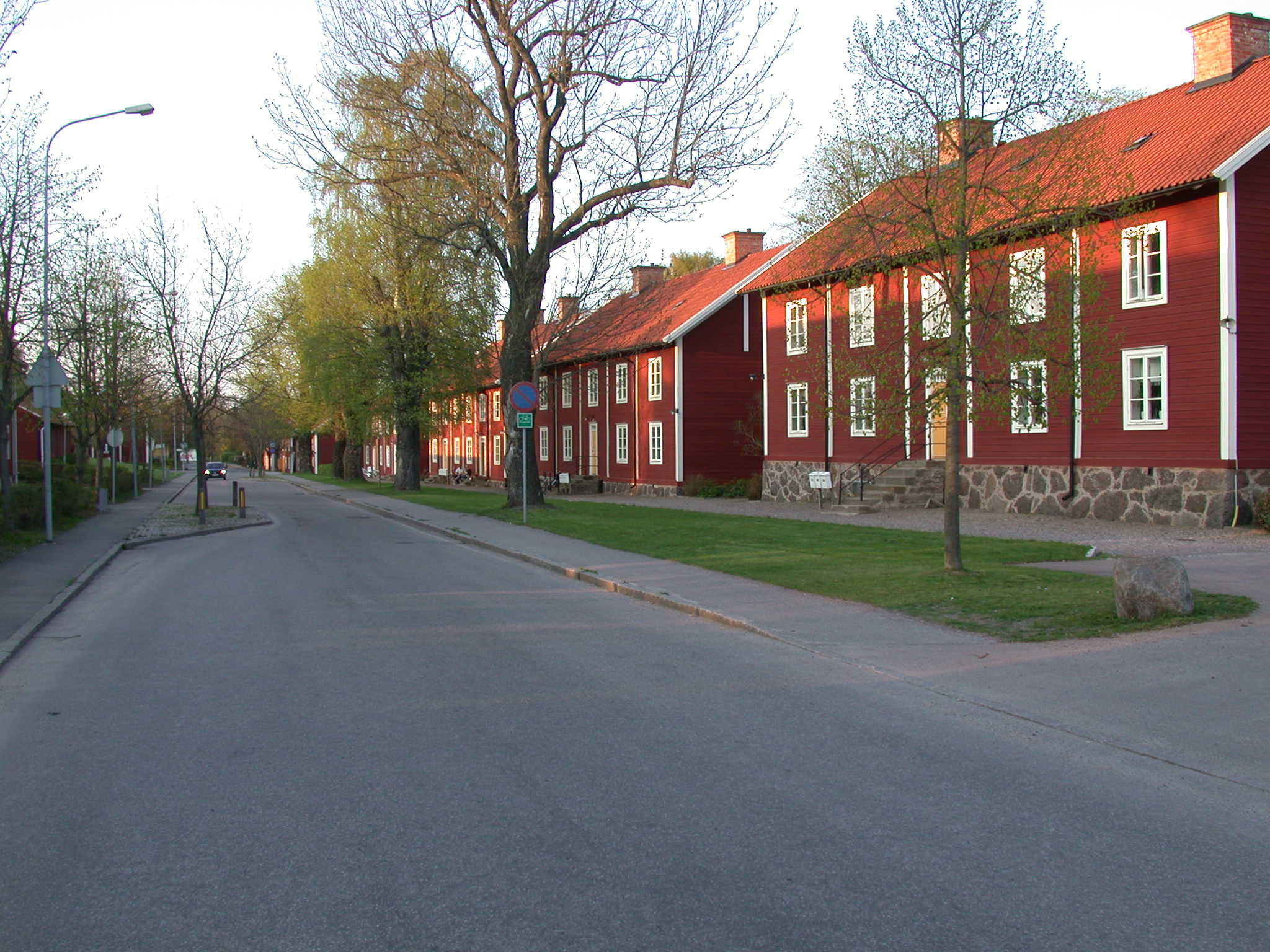
Svarta raden på Verkstadsön.

Verkstadsön är en stadsdel i Motala i västra Östergötland. Verkstadsön är en ö som bildades när man grävde Göta kanal mellan Vättern och Boren. Ön ligger mellan Göta kanal och Motala ström. På ön förlades AB Motala Verkstad 1822, där företaget låg kvar fram till slutet av 1970-talet. Förutom de gamla industribyggnaderna, som är museer, finns gamla och nyuppförda bostäder i området. Det finns också en resursskola 7–9 i de gamla byggnaderna vid "Treöresbron".